# Trichosteleum ferriei
Trichosteleum ferriei là một loài rêu trong họ Sematophyllaceae. Loài này được Cardot & Thér. mô tả khoa học đầu tiên năm 1908.